# CZ 805 BREN A1
El CZ 805 BREN A1 es un fusil de asalto de calibre 5,56x45 mm OTAN fabricado por la empresa checa Česká Zbrojovka Uherský Brod. CZ 805 BREN obtuvo la victoria en los años 2009/2010 en la licitación para el rearmamento parcial del ejército checo.

## Usuarios
- Gendarmería Nacional de México[1]
- Ejército checo